# Ачакачі
Ачакачі (айм. Jach'ak'achi) — місто в департаменті Ла-Пас Болівія, адміністративний центр провінції Омасуйос.

## Історія
Згідно описів, які були зроблені в хроніках королівськими та місцевими іспанськими авторами Ачакачі було засновано перед прибуттям іспанців. Ачакачі було столицею кола (сеньйорату) Пакаса в регіоні Умасуюс та розташовувався уздовж східного узбережжя озера Інтікьярка (Тітікака).